# Фудбалски савез Естоније
Фудбалски савез Естоније или Естонска фудбалска асоцијација (ест. Eesti Jalgpalli Liit; скраћено EJL) је главна фудбаслка организација Естоније. Организује фудбалску лигу укључујући и шампионат који се зове Мајстерлига, Естонски куп и фудбалску репрезентацију Естоније. Седиште организације налази се у Талину. Естонска фудбалска асоцијација псотала је члан ФИФА 1923. године али је распуштена након совјетске анексије Естоније 1940. године. Члан ФИФА постали су поново 1992. пошто је Естонија стекла независност.